# Yves Boisset
Yves Boisset (Párizs, 1939. március 14. – Levallois-Perret, 2025. március 31.) francia filmrendező, forgatókönyvíró.

## Élete
Raymond Boisset és Germaine Bonnet gyermekeként született.
Főiskolai tanulmányait a Filmművészeti Főiskolán végezte el.
1958-1963 között a Cinéma, a Paris-Jour munkatársa volt. 1959-1962 között Yves Ciampi, 1962-1964 között pedig Jean-Pierre Melville-lel dolgozott együtt. 1964-1965 között Vittorio De Sica és René Clément segédrendezője volt. 1966-1967 között Ricardo Fredával dolgozott. 1967 óta önállóan rendezett.

## Magánélete
1964-ben házasságot kötött Micheline Paintault-tal.

## Filmjei
- 1968: Az ördög kertje (Coplan sauve sa peau)
- 1970: Cran d’arrêt (forgatókönyvíró is)
- 1970: Egy hekus halála (Un condé)
- 1971: Vérbosszú Marseille-ben[8] (Le saut de l’ange)
- 1972: A merénylők (L’attentat)
- 1973: Nincs jelentenivaló[9] (R.A.S.) (forgatókönyvíró is)
- 1975: Dráma a tengerparton (Dupont Lajoie)
- 1975: Akasztanivaló bolond nő (Folle à tuer)
- 1977: Fayard bíró, akit seriffnek hívtak (Le juge Fayard dit Le Shériff)
- 1977: Lila taxi (Un taxi mauve)
- 1978: La clé sur la porte
- 1980: A rendőrnő[forrás?] / A zsaruasszony[10] (La femme flic)
- 1981: A gyerekkatona / Fel, honfiak[forrás?] (Allons z’enfants)
- 1982: Spion, ébresztő! (Espion, lève-toi)
- 1983: A kockázat ára (Le prix du danger)
- 1984: Hajtóvadászat kánikulában (Canicule)
- 1986: Kék, mint a pokol (Bleu comme l’enfer)
- 1988: La travestie
- 1989: Rádió Corbeau (Radio Corbeau)
- 1990: Haute tension; bűnügyi tévésorozat; egy epizód: Frontière du crime
- 1991: Dark Line (La tribu)
- 1992: A hiénák (Les carnassiers); tévéfilm
- 1993: A Seznec-ügy[forrás?] (L’affaire Seznec); tévéfilm
- 1993: Chute libre; tévéfilm
- 1994: Morlock; tévésorozat; S01E04 epizód: Le tunnel
- 1994: A Dreyfus-ügy ( L’affaire Dreyfus); tévéfilm (forgatókönyvíró is)
- 1996: Vörös Riviéra[forrás?] (Les amants de Rivière Rouge); tévé-minisorozat
- 1997: Une leçon particulière; tévéfilm
- 1997: Le Pantalon, tévéfilm
- 1997: La fine équipe; tévéfilm
- 1999: Sam; tévéfilm
- 2001: Vertiges; tévésorozat; egy epizód: Dormir avec le diable
- 2001: Cazas; tévéfilm
- 2001: Les redoutables; tévésorozat; egy epizód: Poisson d’avril
- 2002: Jean Moulin; tévéfilm
- 2005: Ils veulent cloner le Christ; tévéfilm
- 2000: Infraroude; tévé-dokumentumsorozat; S01E01 epizód: Les mystères sanglants de l’OTS
- 2000: Infrarouge; tévé-dokumentumsorozat, S02E01 epizód: La bataille d’Alger
- 2009: L’affaire Salengro; tévéfilm
- 2009: 12 balles dans la peau pour Pierre Laval; tévéfilm

## Művei
- 20 ans de cinéma américain (Jean-Pierre Coursodon-nal, 1962)

## Díjai
- Berlini Ezüst Medve díj (1975): Dráma a tengerparton
- Louis Delluc-díj (1977): Fayard bíró, akit seriffnek hívtak